# Ясновское сельское поселение
Ясновское сельское поселение — упразднённое муниципальное образование в составе Славского района Калининградской области. Административный центр поселения — посёлок Ясное.

## География
Площадь поселения составляет 44501 га, из них сельскохозяйственные угодья занимают 20944 га, земли лесного фонда — 8622 га. Численность населения 4864 человека (2011). На территории поселения расположено крупное болото Козье (другое название Чистое).

## История
Ясновское сельское поселение образовано 30 июня 2008 года в соответствии с Законом Калининградской области № 261. В его состав вошли территории Прохладненского и Ясновского сельских округов.
Законом Калининградской области от 11 июня 2015 года № 423, 1 января 2016 года все муниципальные образования Славского муниципального района — Славское городское поселение, Большаковское, Тимирязевское и Ясновское сельские поселения — были преобразованы, путём их объединения, в Славский городской округ.

## Население
| 2002 | 2010  | 2012  | 2013  | 2014  | 2015  |
| ---- | ----- | ----- | ----- | ----- | ----- |
| 2710 | ↗4359 | ↘4302 | ↘4240 | ↘4175 | ↗4190 |

## Состав сельского поселения
В состав сельского поселения входят 17 населённых пунктов
- Вишнёвка (посёлок) — 443[6]
- Городково (посёлок) — 378[6]
- Дюнное (посёлок) — 4[6]
- Левобережное (посёлок) — 159[6]
- Малые Бережки (посёлок) — 44[6]
- Московское (посёлок) — 176[6]
- Мостовое (посёлок) — 54[6]
- Мысовка (посёлок) — 329[6]
- Плодовое (посёлок) — 5[6]
- Приваловка (посёлок) — 8[6]
- Причалы (посёлок) — 123[6]
- Прохладное (посёлок) — 486[6]
- Раздольное (посёлок) — 178[6]
- Разлив (посёлок) — 24[6]
- Хрустальное (посёлок) — 155[6]
- Ясное (посёлок, административный центр) — 1464[6]
- Яснополянка (посёлок) — 329[6]

## Социальная сфера
В поселении имеются две средние школы в Ясное и Прохладное, четыре детских сада, детская музыкальная школа в Ясном, два Дома культуры и шесть клубов.

## Экономика
Основными промышленными сельхозпредприятиями являются рыболовецкий колхоз «Рыбак Балтики», ЗАО «Дюнное» и сельхозартель «Бережки».

## Достопримечательности
- Кирха (1704—1708) в Ясное.
- Братские могилы советских воинов, погибших в январе 1945 года в Ясное и Раздольное.
- Здание церковной школы в Ясное.